# مديحة عبد الله
مديحة عبد الله،  صحافية سودانية وأول رئيسة تحرير في صحيفة الميدان السودانية منذ 2011 (يُصدرها الحزب الشيوعي). مديحة من بين النساء الرائدات في مجال الصحافة مثل فاطمة أحمد إبراهيم في أوائل الأربعينيات من القرن العشرين التي أصدرت نشرة صوت النساء.

## تاريخها المهني
بدأت مديحة حياتها المهنية كصحفية في مجلة الميدان الإخبارية في عام 1985، ثم عملت في جريدة الأيام. كتبت أيضًا عددًا من الأعمدة في الميدان بعد اتفاقية السلام الشامل CPA في السودان.

## العمل
هي ناشطة في مجال حقوق المرأة وتدعو إلى تحقيق المساواة للمرأة وتؤمن بالعمل لضمان سد الفجوة بين الجنسين. كما تكتب مقالات على شبكة الإنترنت حول قضايا المرأة، ومن بينها منتدى سوداني أونلاين.

## القبض عليها
تعرضت مديحة للاعتقال بسبب كتابتها، وجرت محاكمتها في أبريل 2017. وقد أُدينت في قضية أخرى في عام 2014 حيث واجهت اتهامًا من جهاز الأمن السوداني والمخابرات الوطنية بنشر أخبار كاذبة .